# تلفزة الويب
التلفزة الإلكترونية

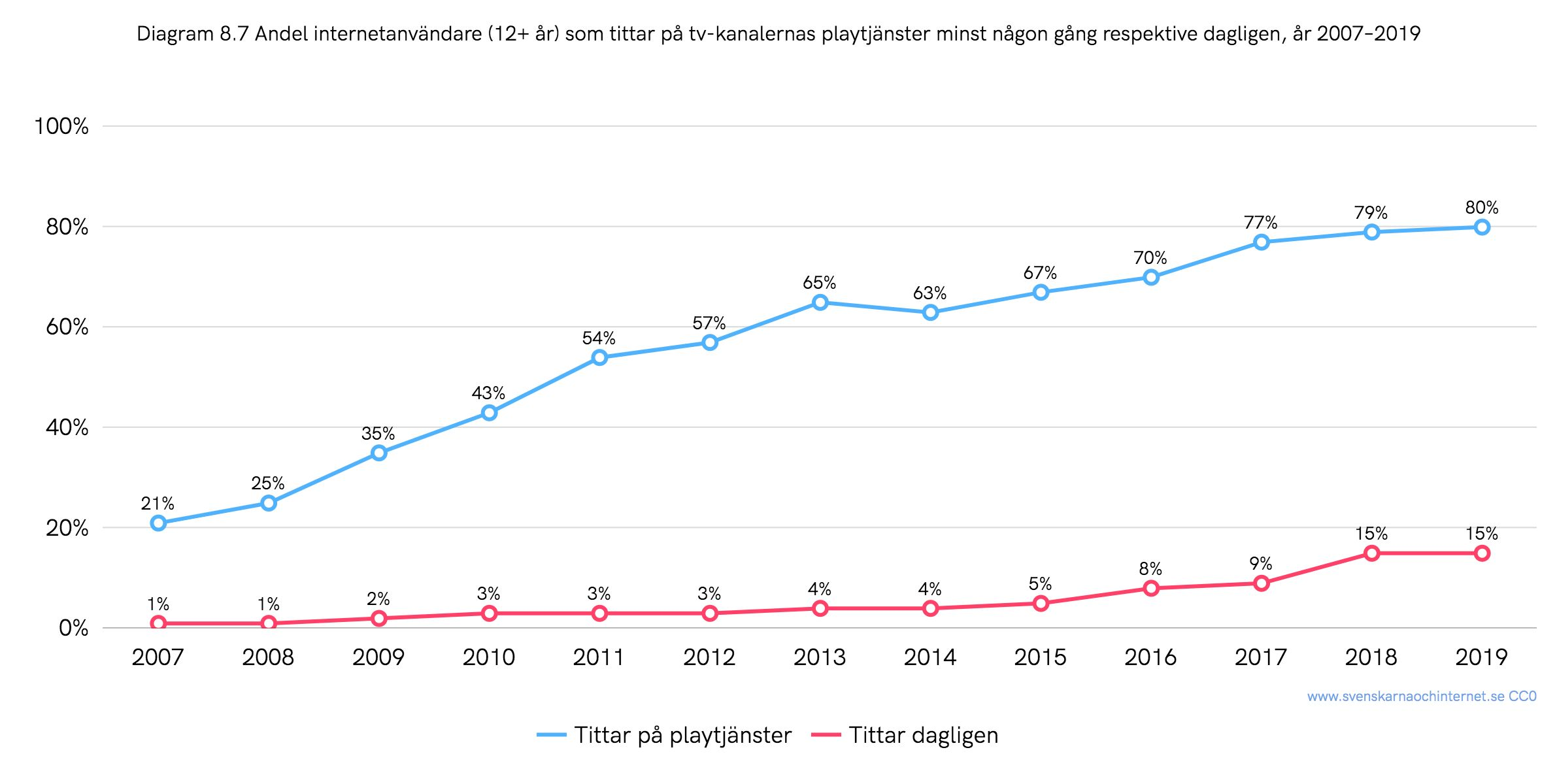

تلفاز الويب أو التلفزة الإلكترونية أو التلفاز الإلكتروني أو ويب تيفي هي البث والإستقبال، عبر إستخذام واجهة ويب لإشارات الفيديو، ما يمكن مستخذمي الإنترنيت من مشاهدة محتوى فيديو (بمعنى محتوى تلفزي) عبر متصفح إنترنت.
التلفزة الإلكترونية تستخدم تقنية البث الحي أو التحميل التدريجي لبث محتوياتها على الويب.
و يمكن التمييز بين قنوات التلفزة العادية وقنوات التلفزة الإلكترونية بكون هذه الأخيرة تبث محتوياتها على الأنترنت فقط.

## تقانة
الويب التيفي تعني كل موقع إنترنت محتواه يتشكل أساسا بالفيديو. وهذا المحتويات يجب أن تكون متكررة، ومكشَّفة. و يجب التمييز بينها وبين ال أي بي تي في، وهي تقنية لبث تلفيزيوني كلاسيكي عبر خط اشتراك رقمي غير متماثل (ADSL).
تقوم التقنية على ضغط بيانات الفيديو، وتحويلها عبر مرماز معين، لتوضع اختياريا في حاوية وسائط. فترسل بعد ذلك، باستخدام برنامج خاذم حتى تصل للمشاهدين. ظهرت في السابق لفترة وجيزة نماذج للتبادل الند لند، مثل جوست، ولكنها لم تلق نجاحا.
الصيغ الأكثر انتشارا، سواءا في الماضي أو الحاضر، هي ويندوز ميديا فيديو، كويك تايم، ثيورا، فلاش فيديو، ريل فيديو (RealVideo)، وشاوت كاست (Shoutcast).

## تاريخ

### سنوات 1990
في 1995، قام مؤلف البرامج ريل نيتيوركس (realnetworks)، بإصدار برنامج ريل بلاير، الذي أسس لبداية البث الحي عبر الأنترنيت، بالرغم من أنه كان في البداية خاصا فقط بالبرامج السمعية، فظهرت أولى محطات راديو الإنترنت. وكانت المباراة بين النيويورك يانكيز والسياتل مارينرز من بين أولى الأحداث التي تم بثها باستخدام هذه التقنية، وذلك في الخامس من سبتمبر سنة 1995.
في يونيو 1995 قام Thomas Daubresse وEmmanuel Faure ، ببث مباشر لحفل موسيقى إلكترونية (rave party) أقيم في فرنسا قرب مدينة إيتامب (Étampes)  يضم 7000 شخص، وذلك بإستخذام ريل أوديو (RealAudio) وكاميرا ويب وبرنامج صنع منزلي للصور، وآلة سميت Internet Video Mobile، وتم ربط الإتصال بفضل خط هاتفي متواجد بكوخ، وبإستخذام 50 متر من الأسلاك وضعت تحت منصة الرقص. وفي نفس السنة سيتم بث أحداث أخرى.
في سنة 1997، سيبدأ في الظهور في فرنسا البث الحي للفيديوهات، وكذلك أولى باقات التلفزة الإلكترونية، فقد أسست سنة 1997 أول قناة. وفي نفس السنة ستطلق ريل نيتووركس، برنامج ريل فيديو، الذي سيعرف نجاحا كبيرا، وسيتزايد إستخذامه في سنوات الألفين.
ظهرت في هذه الفترة محتويات متنوعة، كفيديوهات للتكوين المستمر، ومقاطع للأخبار المتنوعة، والموسيقى.

### سنوات  2000
ظهرت مواقع كيوتيوب وديلي موشن، فمكنت كل مستخذم للإنترنيت من تسجيل وتحميل فيديوهات إلى الشبكة، وتصفح المحتوى الموجود والتعليق عليه. وبذلك فالمحتوى لم يعد منتجا، بل أصبح مولدا من طرف المستخدمين. فحظيت هذه المواقع بنجاح كبير مستمر، وبنسبة انخراط كبيرة، فالفيديوهات المشهورة تحظى بمئات الآلاف من المشاهدات.

### سنوات 2010
القنوات التلفزية التقليدية على الإنترنيت، تقدمفيديوهات حسب الطلب، فيما المواقع التشاركية تزداد في النمو. 
ظهرت قنوات عديدة سواء على المواقع التشاركية تحت صيغة بلوغ فيديو، أو على مواقع قنوات التلفزة التقليدية، التي تبث محتوى إضافي على الويب، أو على قنوات منشأة على الويب فقط، كقناة الحلف الأطلسي، NATO TV Channel.
القنوات على الأنترنت، تطورت بفعل تطور استخدام الهواتف الذكية والحاسوب اللوحي بحيث القنوات التلفزية الكلاسيكية، بدأت تهتم بهذا النوع من البث، وذلك بإنشائها منصات لبث إعادة لبرامجها. 
و من بين أكثر القنوات على الويب، التي تلاقي نجاحا نجد القنوات المهتمة بألعاب الفيديو. و التي تستخدم منصات عرض مثل تويتش.